# Wed. Knox en Dortland
Wed. Knox en Dortland is een voormalige bank die gevestigd was in een monumentaal grachtenpand, nu rijksmonument, aan de Turfmarkt 30-32 in de Nederlandse stad Gouda.

## Ontstaan van de bank
Philippus Knox, kleinzoon van een rond 1737 naar Nederland geëmigreerde Schot, werd op 2 februari 1772 in Rotterdam gereformeerd gedoopt. In het jaar 1805, hij was toen 33 jaar, begon hij een makelaardij in huizen en effecten. Na een kinderloos eerste huwelijk met Petronella de Vooys, trouwde hij met Hermina Scheffer. Een dochter uit dit huwelijk, stierf op jonge leeftijd en na het overlijden van Philippus Knox op 18 juli 1841 bleef zijn weduwe Hermina Knox-Scheffer alleen achter.
In 1833 kwam Alexander Dortland in dienst op het kantoor van Knox. Eind 1841 werd Dortland opgenomen als firmant van een nieuw op te richten firma. Deze firma, de Wed.Knox en Dortland; kassiers en makelaars in effecten, huizen en assurantiën, werd opgericht op 24 januari 1842. Bij de start was H.Scheffer, wed. P.Knox, voor  twee derde deel en Alexander Dortland (1816-1898) voor een derde deel eigenaar van de firma. Op 2 november 1867 overleed weduwe Knox en bleef Dortland als enig firmant over. Na haar overlijden bleef de firmanaam Wed.Knox en Dortland gehandhaafd.
Vanaf 1884 werd de firma ook correspondent van De Nederlandsche Bank. Vanaf 1888 ontstond er een echte familiezaak waarin nazaten van Dortland als firmant de dienst uitmaakten. Vier familieleden werden opgenomen in het bedrijf: In 1888 Alexander Dortland jr. (1867-1947), in 1895 Johannes Adriaan Dortland (1872-1951), in 1923 Alexander Dortland (1898-1966), zoon van Alexander Dortland jr, in 1939 Dirk Marie Dortland (1914-1997), zoon van Johannes Adriaan Dortland.
In 1952 werd Wed. Knox en Dortland opgenomen door de Nederlandsche Handel-Maatschappij, die het gebouw voor bankzaken bleef gebruiken. In 1964 fuseerde de N.H.M. met de Twentsche Bank tot de Algemene Bank Nederland (ABN). ABN werd ABN-AMRO en ABN-AMRO Fortis en na de Kredietcrisis in 2008, ABN AMRO Bank N.V.

## Het gebouw
Het gebouw bestond vroeger met het hoekhuis uit drie panden waarvan één in 1593 de naam 't Witte Paert droeg. Het oudste huis werd al genoemd in 1359. Het bezat in 1747 een pakhuis dat een uitgang had in de Vrouwensteeg. In 1803 en 1807 werden de panden Turfmarkt 30 en 32 eigendom van P. Knox, die er ging wonen. Vanuit dit huis werden ook zaken gedaan. Tot ver in de 19de eeuw hielden de meeste bankiers kantoor in hun woonhuis. Het personeel werkte in de achterkamer, belangrijke zaken gebeurden in de voorkamer. Op donderdag was het er 'boerendag' omdat boeren die dag naar de markt kwamen en dan meteen hun geldzaken konden regelen.
In 1934 wordt de voorgevel vernieuwd en in 1937 werden de panden Turfmarkt 30 en 32 grondig verbouwd en kreeg het met een bovenwoning haar huidige vorm. Het ontwerp, in de stijl van de Nieuwe Zakelijkheid, een reactie op de expressionistische stijl, was van de Goudse architect Dirk Stuurman en de bouwkosten werden geraamd op f. 27.000,-. Deze stijl is verwant met de Amsterdamse Schoolstijl en kenmerkt zich door strakke geometrische bouwvolumes, verrijkt met siermetselwerk. Rechts in het torenachtige deel, bevindt zich nog de oude houten draaideur, de entree van de bank. De linker voordeur is de toegang tot de bovenwoning. De tralies voor de benedenvensters en binnen een groot kluisgedeelte herinneren aan de functie van het gebouw. In die kluizen zijn in de Tweede Wereldoorlog enige tijd de ontwerptekeningen van de glas-in-lood-ramen van de Sint-Janskerk bewaard. Vanuit De Vrouwesteeg is er toegang tot de tuin. Het toegangspoortje tot de tuin, het poortje van Jongkind, vormde ooit de ingang van het gelijknamige hofje aan de Zeugstraat.
Van 1985 tot november 2018 was hier het Verzetsmuseum Zuid-Holland gevestigd. Sinds 2019 bekend onder de naam Libertum.

## Galerij

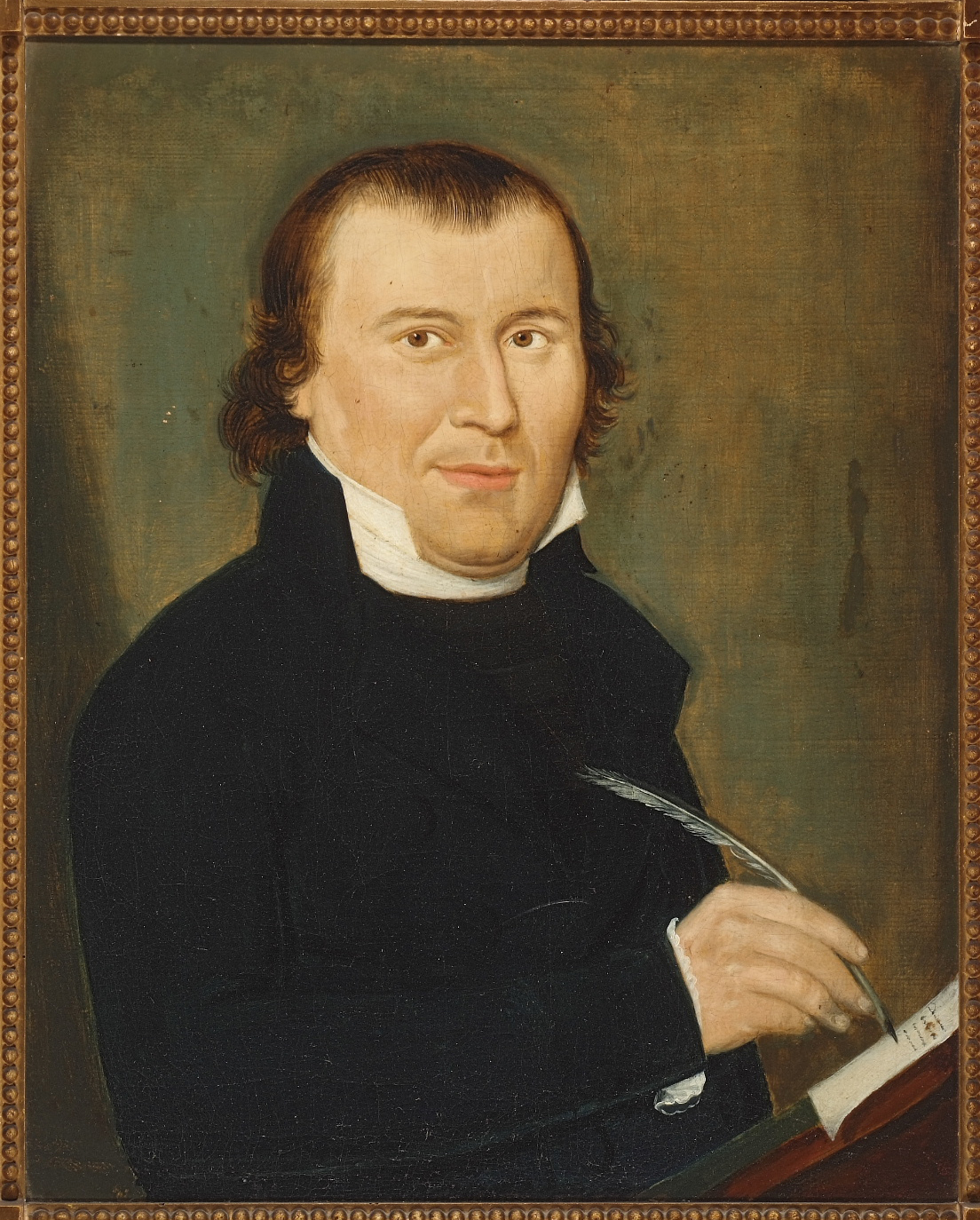
Portret Phillipus Knox
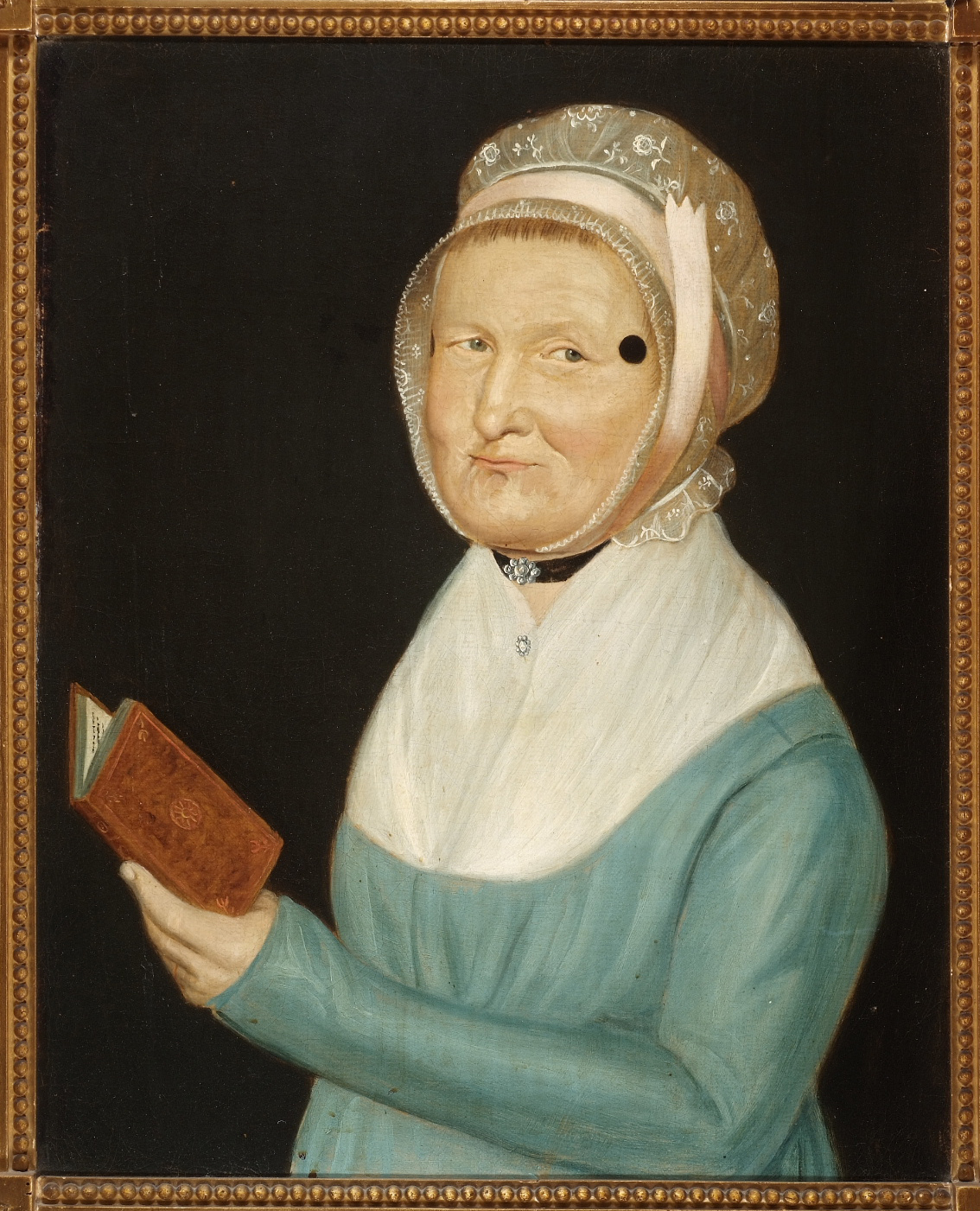
Portret Petronella Knox
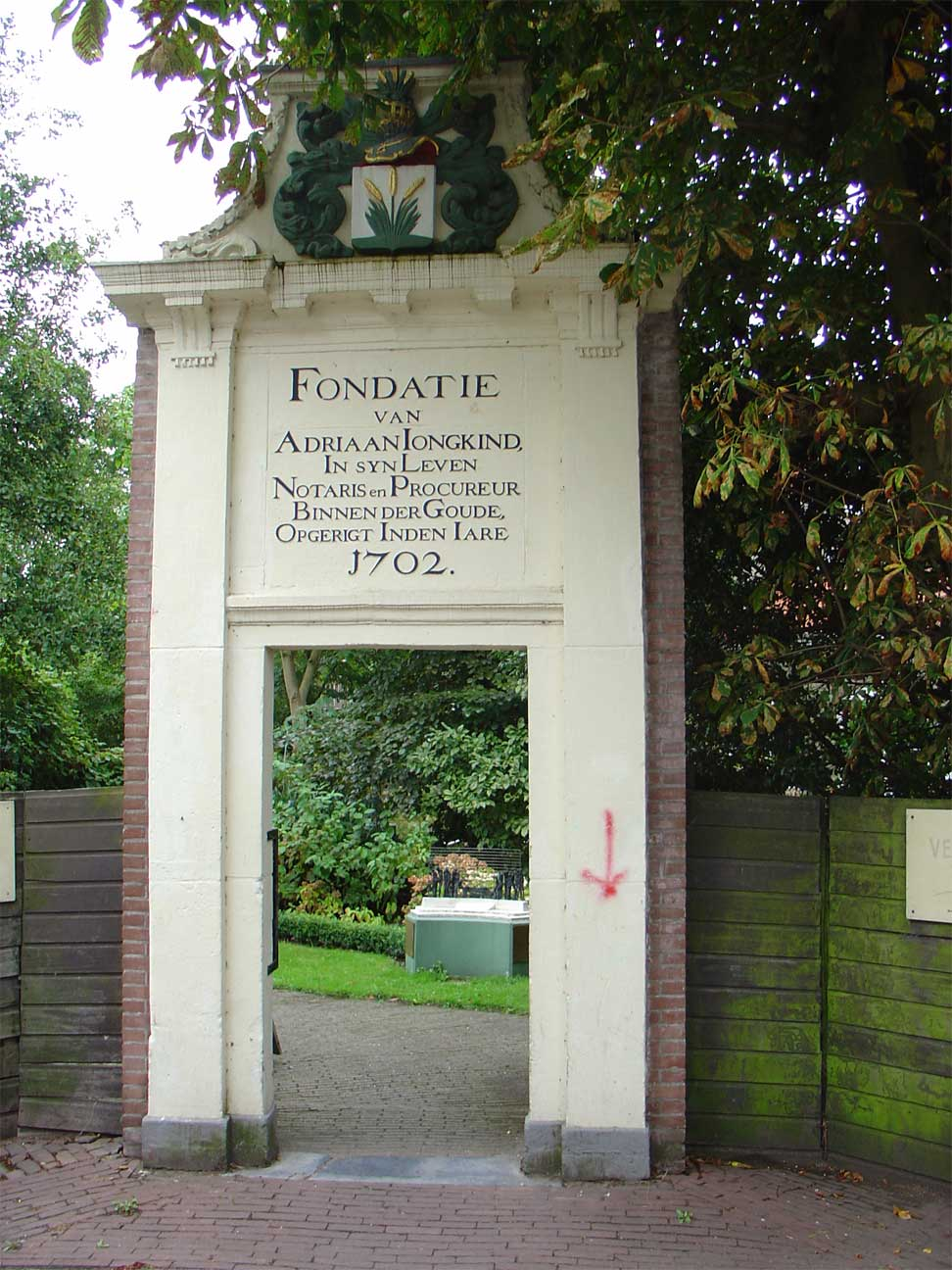
Poortje naar de tuin. Afkomstig van voormalig hofje van Jongkind.
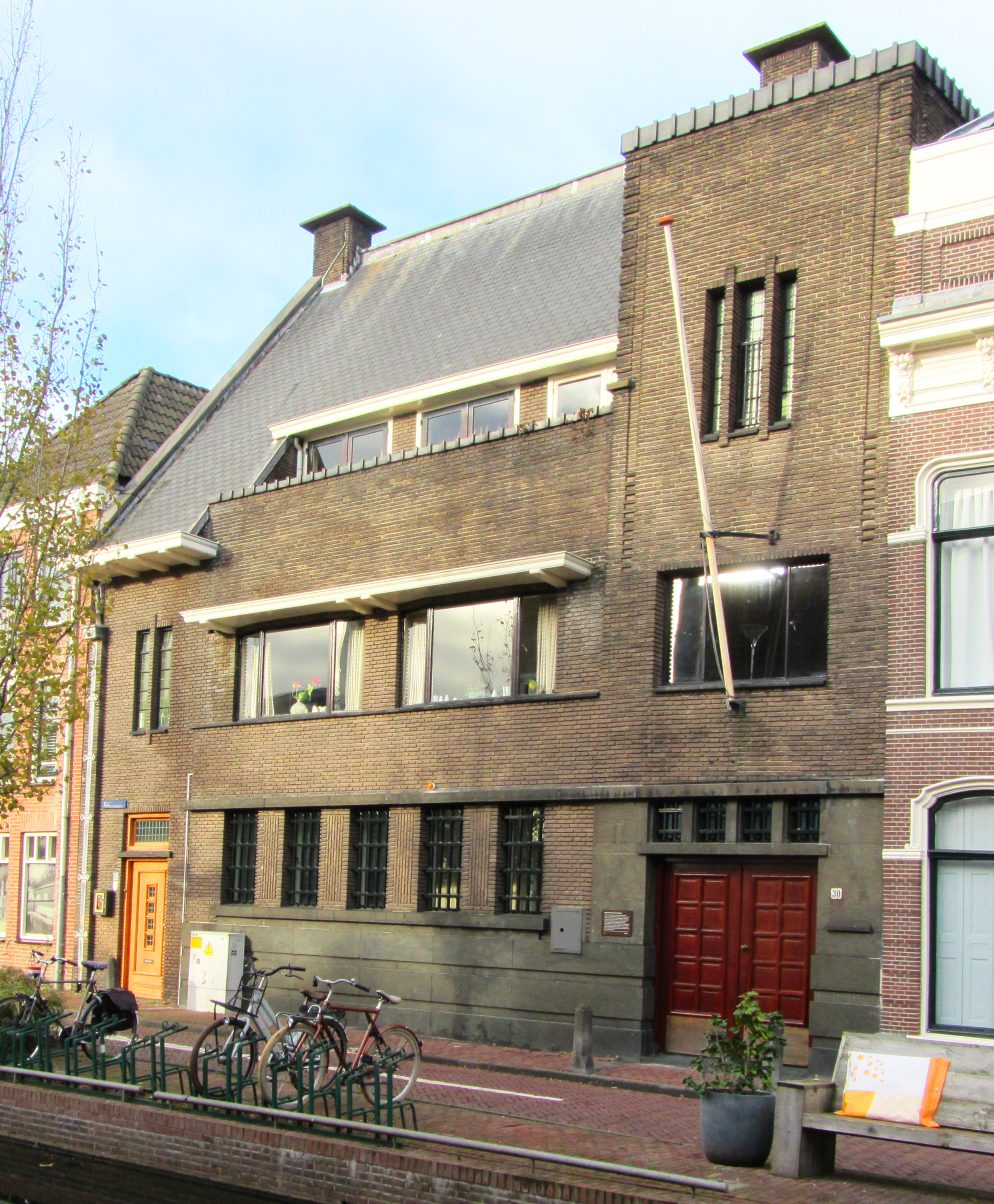
De bank in 2022